# Phoebe lichuanensis
Phoebe lichuanensis är en lagerväxtart som beskrevs av Shu Kang Lee. Phoebe lichuanensis ingår i släktet Phoebe och familjen lagerväxter. Inga underarter finns listade i Catalogue of Life.